# Rio São João (vattendrag i Brasilien, Mato Grosso do Sul, lat -22,23, long -55,28)
Rio São João är ett vattendrag i Brasilien.   Det ligger i delstaten Mato Grosso do Sul, i den södra delen av landet, 1 100 km sydväst om huvudstaden Brasília.
Omgivningarna runt Rio São João är huvudsakligen savann. Runt Rio São João är det glesbefolkat, med 20 invånare per kvadratkilometer.